# Farkasháza

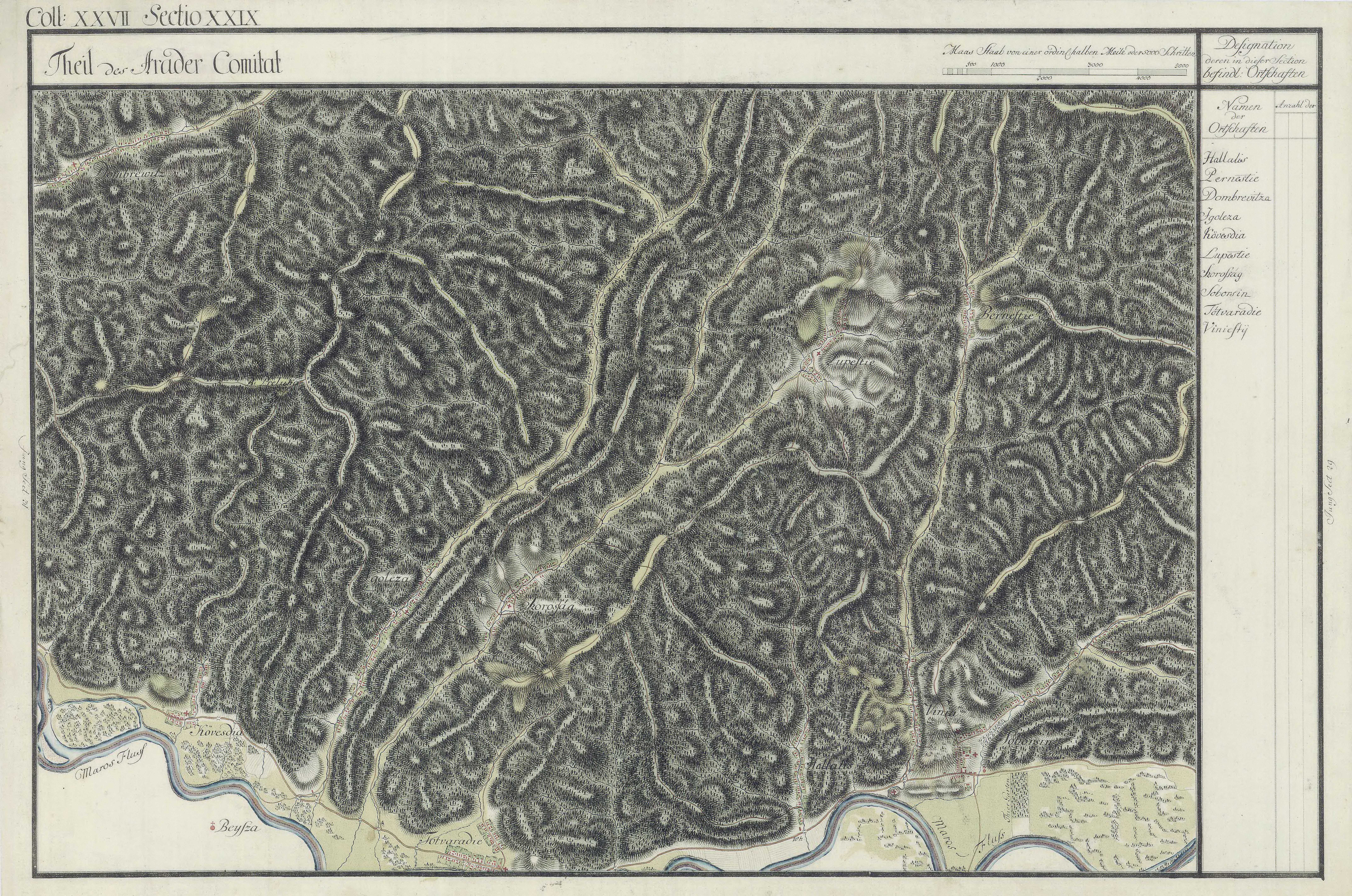
Farkasháza egy régi térképen

Farkasháza (románul: Lupești) település Romániában, a Partiumban, Arad megyében.

## Fekvése
Lippától délkeletre fekvő település.

## Története
Farkasháza nevét 1479-ben említette először oklevél Lwpefalwa néven, mint Váradja vár 15. tartozékát. 1510-ben Iwppest, 1743-ban Lupestie, 1808-ban Lupesty, 1888-ban Lupest, 1913-ban Farkasháza néven írták.
1910-ben 884 lakosából 879 román és görögkeleti ortodox, 5 magyar volt.
A trianoni békeszerződés előtt Arad vármegye Máriaradnai járásához tartozott.